# Aldi

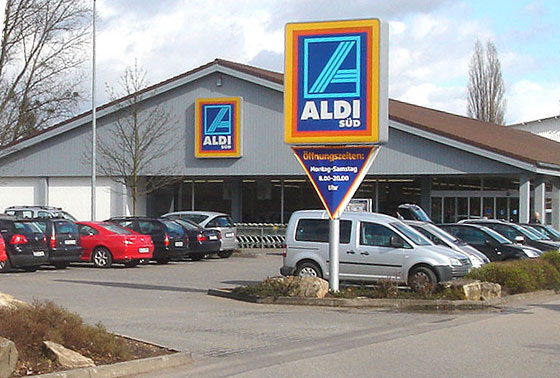
Řetězec Aldi v německém Trevíru

Aldi je německý nadnárodní maloobchodní řetězec, založený v Essenu roku 1913 německou rodinou Albrechtů. Tento řetězec platí jak v Německu, tak i v zahraničí za úhlavního konkurenta řetězce Lidl.

## Historie společnosti
Společnost byla založena rodinou jako menší koloniál v roce 1913, avšak k jejímu skutečnému rozmachu došlo až po převzetí společnosti oběma syny, Karla a They Albrechtovými, po ukončení druhé světové války, v které byli oba dva nasazeni.
K roku 2021 provozuje Aldi celosvětově více než 12000 poboček. 